# Cannon Movie Tales
Cannon Movie Tales ist eine amerikanische Märchenfilmreihe von Cannon Films, die von 1986 bis 1989 von Menahem Golan und Yoram Globus für das Kino produziert wurde. Die meisten Filme der Reihe basieren auf Märchen der Gebrüder Grimm. Von ursprünglich geplanten 16 Filmen mit einem Budget von je etwa 1.500.000 US-Dollar wurden neun realisiert.
Gedreht wurde in Israel, die Nebenrollen wurden mit israelischen Darstellern besetzt. Für die Hauptrollen wurden bekannte britische und US-amerikanische Schauspieler engagiert. Die Filme sind als Musical angelegt, in jedem Film werden ungefähr fünf bis acht Lieder gesungen.

## Filme und Darsteller
- Schneewittchen
  - Sarah Patterson – Schneewittchen
  - Billy Barty – Iddy
  - Diana Rigg – Böse Königin

- Hänsel und Gretel
  - Cloris Leachman – Hexe
  - David Warner – Vater

- Dornröschen
  - Tahnee Welch – Dornröschen
  - Nicholas Clay – Prinz
  - Kenny Baker – Elf
  - Morgan Fairchild – Königin
  - Jane Wiedlin – Weiße Fee
  - Sylvia Miles – Feuerrote Fee

- Der Froschkönig
  - John Paragon – Froschkönig
  - Aileen Quinn – Prinzessin Zora
  - Clive Revill – König
  - Helen Hunt – Henrietta, die böse Stiefschwester

- Rumpelstilzchen
  - Billy Barty – Rumpelstilzchen
  - Amy Irving – Katie, die Müllerstochter
  - Clive Revill – König Mezzer
  - Priscilla Pointer – Königin Grizelda
  - John Moulder-Brown – Prinz Heinrich

- Des Kaisers neue Kleider
  - Sid Caesar – Kaiser
  - Clive Revill – Minister
  - Robert Morse – Ratgeber

- Rotkäppchen
  - Amelia Shankley – Linet
  - Isabella Rossellini – Lady Jean
  - Craig T. Nelson – Gottfried
  - Rocco Sisto – Wolf

- Der gestiefelte Kater
  - Jason Connery – Corin
  - Christopher Walken – Puss, der Kater

- Die Schöne und das Biest
  - John Savage – Biest
  - Rebecca De Mornay – Bella, die Schöne